# Vețel (gmina)
Vețel – gmina w Rumunii, w okręgu Hunedoara. Obejmuje miejscowości Boia Bârzii, Bretelin, Căoi, Herepeia, Leșnic, Mintia, Muncelu Mare, Muncelu Mic, Runcu Mic i Vețel. W 2011 roku liczyła 2872 mieszkańców.